# Amtsbezirk Haugsdorf
Der Amtsbezirk Haugsdorf war eine Verwaltungseinheit im Weinviertel in Niederösterreich.
Der Amtsbezirk war der Kreisbehörde in Korneuburg unterstellt und besorgte deren Amtsgeschäfte vor Ort. Die Zuständigkeit erstreckte sich neben Haugsdorf auf die damaligen Gemeinden Alberndorf, Auggenthal, Hadres, Jetzelsdorf, Großkadolz, Mailberg, Untermarkersdorf, Obritz, Pernersdorf, Peigarten, Pfaffendorf, Ragelsdorf und Seefeld.
Der Amtsbezirk umfasste dabei 14 Gemeinden mit 13.903 Einwohnern (lt. Zählung von 1851).